# 司馬談
司馬 談（しば たん、? - 紀元前110年?）は、中国前漢時代の太史令。姓は司馬、名は談。『史記』の著者の司馬遷の父。『論六家要旨』の著者。

## 生涯
内史夏陽県竜門（現在の陝西省渭南市韓城市芝川鎮）の人。
黄老の学および天文・暦学に通達しており、紀元前140年に太史令となる。武帝の封禅の儀式（紀元前110年実施）の準備のために、太史令として封禅の仕方を研究したが、病のために封禅の儀式に結局参加できなかったことを悔やんで、子の司馬遷に託して死去した。また、歴史書を記そうという構想も持っていたが、着手できないまま、司馬談は亡くなり、その歴史書の構想は子の司馬遷に引き継がれた。

## 系譜
- 祖先 - 秦の武将の司馬錯と司馬靳
- 曽祖父 - 司馬昌（司馬靳の孫）
- 祖父 - 司馬無沢
- 父 - 司馬喜
- 子 - 司馬遷

## 論六家要旨
『史記』太史公自序や『漢書』司馬遷伝には、司馬談『論六家要旨』（『六家要旨』ともいう）が引用されている。『論六家要旨』は諸子百家の分類の草分けとして知られる。